# To the Struggle Against World Terrorism
To the Struggle Against World Terrorism trad. Alla lotta contro il terrorismo mondiale (nota anche come Tear of Grief [lacrima di dolore] e Tear Drop Memorial [memoriale della lacrima]) è una scultura di Zurab Konstantinovič Cereteli data agli Stati Uniti come regalo ufficiale del governo Russo per commemorare le vittime degli Attentati dell'11 settembre 2001 e dell'Attentato al Trade Center del 1993. È stata posizionata al termine dell'ex MOTBY (Military Ocean Terminal at Bayonne) a Bayonne (New Jersey) l'11 settembre 2006 in una cerimonia presieduta dall'ex Presidente Bill Clinton e dal Primo Ministro  Russo Vladimir Putin.

## Design
Questa scultura è una torre alta 30 metri e costituita d'acciaio ricoperto di bronzo con un'apertura dai bordi frastagliati nel mezzo. In quest'apertura è collocata una lacrima di acciaio inossidabile alta 12 metri e pesante 4 tonnellate, in memoria di coloro che persero la vita durante gli attacchi terroristici subiti dagli Stati Uniti. Alla base del monumento sono state collocate delle lastre di granito recanti i nomi di coloro che sono morti negli attentati dell'11 settembre 2001 e delle bombe nel 1993.
Cereteli non ha mai rivelato il costo della scultura se non dicendo che ha pagato la manodopera e i materiali. Un avvocato dello scultore ha però rivelato che il costo potrebbe aggirarsi sui 12 milioni di dollari. Cereteli ha rivelato che i materiali per la scultura arrivano "Da un'industria militare che fa aeroplani a Dzeržinsk, una città segreta."
Inizialmente la scultura fu data al governo locale di Jersey City, ma fu rifiutata quando le autorità la videro e fu deciso di riposizionarla nella sua attuale locazione a Bayonne. Nell'Agosto 2010 le autorità portuali di New York e New Jersey hanno annunciato un piano per costruire una struttura destinata ai container e quindi la statua sarebbe stata spostata, anche se questo disegno non fu mai confermato dalle autorità portuali. Robert "Captain Bob" Terzi, un autista di taxi di Bayonne, ha dato vita a una petizione online per evitare lo spostamento della scultura.
Le reazioni al posizionamento del monumento sono state diverse. È stato inserito nella lista The World's Ugliest Statues (le più brutte sculture del mondo) dal magazine Foreign Policy, mentre il The New Yorker ha scritto che assomiglia "ad un biscotto per il the gigante"." Ad ogni modo le reazioni dei cittadini sono state generalmente favorevoli, definendola come "Pretty impressive," (abbastanza impressionante) o "breathtakingly beautiful creation", (creazione bellissima, da togliere il fiato).
Nel settembre del 2011, una sezione d'acciaio di 1,20 m appartenente al World Trade Center è stata posizionata a fianco al monumento.